# Трояновський Андрій Миколайович
Андрі́й Микола́йович Трояно́вський (1990-2022) — український військовослужбовець, учасник російсько-української війни.

## Життєпис
Народився 1990 року в селищі Гоща Рівненської області, навчався у Міжнародному економіко-гуманітарному університеті імені академіка Степана Дем'янчука та у національній академії Сухопутних військ. Учасник війни на сході України.
З початком повномасштабного вторгнення воював у лавах 95 ОДШБр.
Загинув 13 жовтня 2022 поблизу населеного пункту Оскіл Харківської області.

## Родина
У Андрія залишились батьки, дружина та двоє дітей.

## Нагороди
- Орден Богдана Хмельницького II ступеня[3].
- Орден Богдана Хмельницького III ступеня[4].